# Copa de la Superliga 2020 (reserva)
La Copa de la Superliga Argentina 2020 fue la segunda y última edición de esta competición oficial, organizada por la Asociación del Fútbol Argentino a través de la Superliga Argentina.
Comenzó el 13 de marzo y fue suspendida provisionalmente después de la disputa parcial de la primera fecha, por las medidas gubernamentales para evitar la propagación de la COVID-19. Finalmente, fue cancelada definitivamente el 28 de abril, ante la imposibilidad de continuar su disputa debido a la extensión de la pandemia. 

## Sistema de disputa
Los 24 equipos fueron divididos en 2 zonas de 12. Disputarán éstas zonas bajo el sistema de todos contra todos a una sola rueda. La localía de los encuentros será invertida con respecto a los partidos disputados en el Torneo de Reserva.
Los 2 mejores posicionados de cada zona accederán a las semifinales, donde se enfrentarán el primero de una zona con el segundo de la otra a eliminación directa en un partido.
Los ganadores de las semifinales se enfrentarán en la final en cancha neutral.

## Fase de grupos

### Grupo A

#### Tabla de posiciones
| Pos. | Equipo                  | Pts. | PJ | PG | PE | PP | GF | GC | Dif. |
| ---- | ----------------------- | ---- | -- | -- | -- | -- | -- | -- | ---- |
| 01.º | Banfield                | 3    | 1  | 1  | 0  | 0  | 3  | 0  | 3    |
| 02.º | Newell's Old Boys       | 3    | 1  | 1  | 0  | 0  | 2  | 0  | 2    |
| 03.º | San Lorenzo             | 3    | 1  | 1  | 0  | 0  | 1  | 0  | 1    |
| 04.º | Arsenal                 | 1    | 1  | 0  | 1  | 0  | 3  | 3  | 0    |
| 05.º | Unión                   | 1    | 1  | 0  | 1  | 0  | 3  | 3  | 0    |
| 06.º | Independiente           | 1    | 1  | 0  | 1  | 0  | 2  | 2  | 0    |
| 07.º | Vélez Sarsfield         | 1    | 1  | 0  | 1  | 0  | 2  | 2  | 0    |
| 08.º | Boca Juniors            | 1    | 1  | 0  | 1  | 0  | 0  | 0  | 0    |
| 09.º | Godoy Cruz              | 1    | 1  | 0  | 1  | 0  | 0  | 0  | 0    |
| 10.º | Patronato               | 0    | 1  | 0  | 0  | 1  | 0  | 1  | −1   |
| 11.º | Central Córdoba (SdE)   | 0    | 1  | 0  | 0  | 1  | 0  | 2  | −2   |
| 12.º | Gimnasia y Esgrima (LP) | 0    | 1  | 0  | 0  | 1  | 0  | 3  | −3   |

|  | Los equipos que ocupaban estas posiciones al finalizar la disputa jugaban las semifinales del torneo. |

#### Resultados
| Fecha 1                 | Fecha 1   | Fecha 1           | Fecha 1                     | Fecha 1     | Fecha 1 |
| Local                   | Resultado | Visitante         | Estadio                     | Fecha       | Hora    |
| ----------------------- | --------- | ----------------- | --------------------------- | ----------- | ------- |
| Gimnasia y Esgrima (LP) | 0 - 3     | Banfield          | Del Bosque                  | 13 de marzo | 09:00   |
| Patronato               | 0 - 1     | San Lorenzo       | Presbítero Bartolomé Grella | 13 de marzo | 09:00   |
| Independiente           | 2 - 2     | Vélez Sarsfield   | Libertadores de América     | 13 de marzo | 09:00   |
| Godoy Cruz              | 0 - 0     | Boca Juniors      | Malvinas Argentinas         | 13 de marzo | 09:00   |
| Unión                   | 3 - 3     | Arsenal           | 15 de abril                 | 13 de marzo | 09:00   |
| Central Córdoba (SdE)   | 0 - 2     | Newell's Old Boys | Alfredo Terrera             | 13 de marzo | 09:00   |

### Grupo B

#### Tabla de posiciones
| Pos. | Equipo             | Pts. | PJ | PG | PE | PP | GF | GC | Dif. |
| ---- | ------------------ | ---- | -- | -- | -- | -- | -- | -- | ---- |
| 01.º | Rosario Central    | 3    | 1  | 1  | 0  | 0  | 3  | 0  | 3    |
| 02.º | Defensa y Justicia | 3    | 1  | 1  | 0  | 0  | 2  | 1  | 1    |
| 03.º | Racing Club        | 3    | 1  | 1  | 0  | 0  | 2  | 1  | 1    |
| 04.º | Talleres (C)       | 3    | 1  | 1  | 0  | 0  | 1  | 0  | 1    |
| 05.º | Aldosivi           | 0    | 1  | 0  | 0  | 1  | 1  | 2  | −1   |
| 06.º | Estudiantes (LP)   | 0    | 1  | 0  | 0  | 1  | 1  | 2  | −1   |
| 07.º | Argentinos Juniors | 1    | 1  | 0  | 1  | 0  | 0  | 0  | 0    |
| 08.º | Lanús              | 1    | 1  | 0  | 1  | 0  | 0  | 0  | 0    |
| 09.º | Atlético Tucumán   | 0    | 0  | 0  | 0  | 0  | 0  | 0  | 0    |
| 10.º | River Plate        | 0    | 0  | 0  | 0  | 0  | 0  | 0  | 0    |
| 11.º | Huracán            | 0    | 1  | 0  | 0  | 1  | 0  | 1  | −1   |
| 12.º | Colón              | 0    | 1  | 0  | 0  | 1  | 0  | 3  | −3   |

|  | Los equipos que ocupaban estas posiciones al finalizar la disputa jugaban las semifinales del torneo. |

#### Resultados
| Fecha 1            | Fecha 1   | Fecha 1            | Fecha 1             | Fecha 1     | Fecha 1 |
| Local              | Resultado | Visitante          | Estadio             | Fecha       | Hora    |
| ------------------ | --------- | ------------------ | ------------------- | ----------- | ------- |
| River Plate        | -         | Atlético Tucumán   | Monumental          | 13 de marzo | 09:00   |
| Huracán            | 0 - 1     | Talleres (C)       | Tomás A. Ducó       | 13 de marzo | 09:00   |
| Aldosivi           | 1 - 2     | Racing Club        | José María Minella  | 13 de marzo | 09:00   |
| Lanús              | 0 - 0     | Argentinos Juniors | Ciudad de Lanús     | 13 de marzo | 09:00   |
| Rosario Central    | 3 - 0     | Colón              | Gigante de Arroyito | 13 de marzo | 09:00   |
| Defensa y Justicia | 2 - 1     | Estudiantes (LP)   | Norberto Tomaghello | 13 de marzo | 09:00   |